# Matthew C. Perry

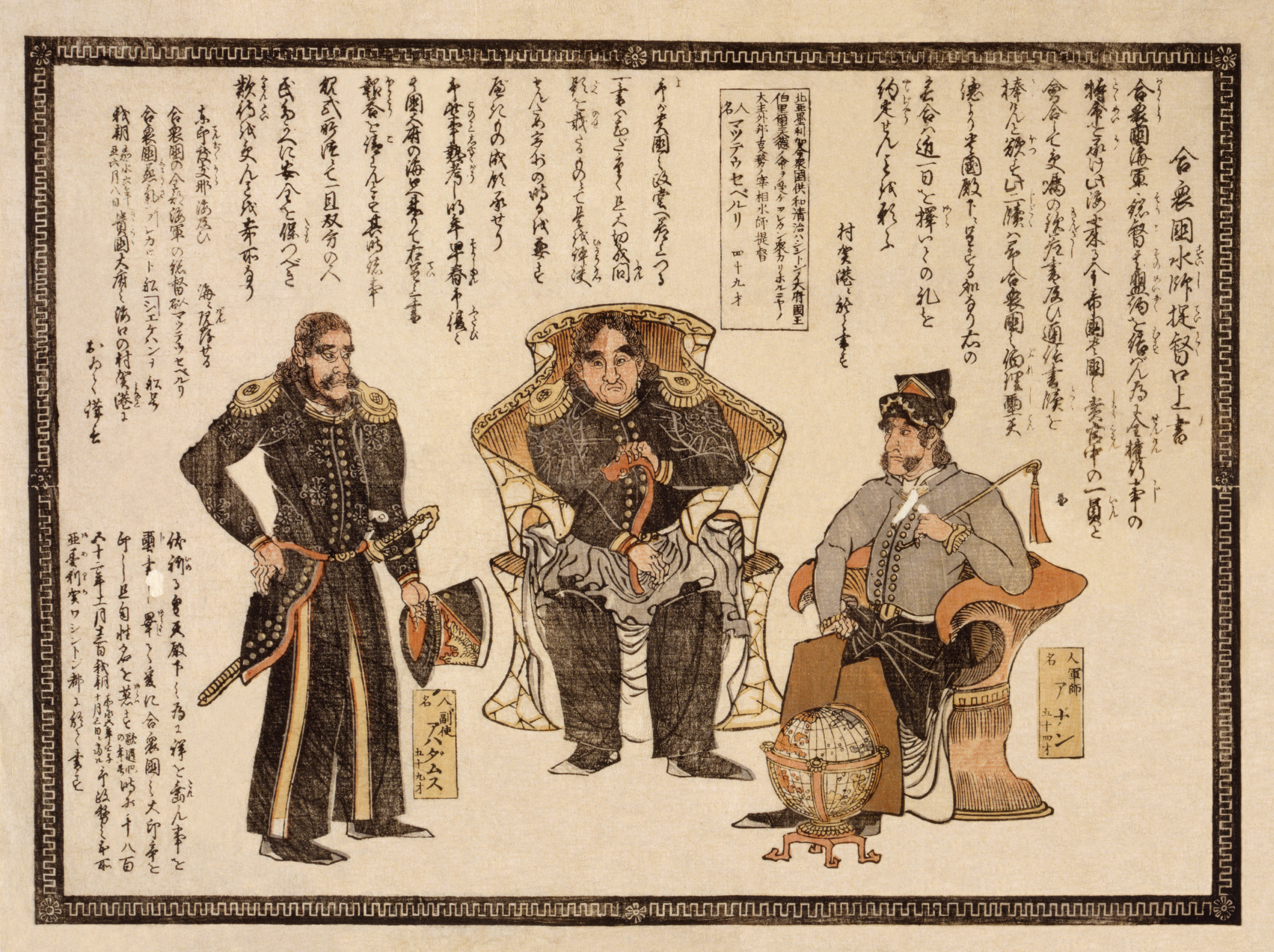
Japanskt träsnitt föreställande Perry och andra amerikanska sjöofficerare

Matthew Calbraith Perry, född den 10 april 1794 i Newport i Rhode Island, död den 4 mars 1858 i New York i New York, var en amerikansk sjöofficer som spelade en viktig roll i Japans öppnande för utländsk handel i mitten på 1800-talet.

## Biografi
Perry deltog i kriget mot England 1812–1814, blev 1837 kommendör (Captain, då den högsta graden inom amerikanska sjöofficerskåren), erhöll 1841 rangen flottiljamiral och förde under kriget mot Mexiko 1846–1848 befäl över en liten eskader i Mexikanska viken, med vilken han i mars 1847 bombarderade Veracruz och möjliggjorde en invasionshärs landsättande där.
Perry var ledare av den amerikanska sjöofficersutbildningen och grundlade marinakademin i Brooklyn. Honom tillkommer även den väsentliga förtjänsten av ångkraftens införande i amerikanska marinen; han konstruerade ångfregatter med propeller, var en tid chef för artilleriskolan vid Sandy Hook och sedermera varvschef samt genomförde betydande förbättringar i fyrväsendet vid Förenta staternas kuster.
Perry är till stor del ihågkommen för de expeditioner till Japan 1852–1853 och 1854, där han genom vapenhot, så kallad kanonbåtsdiplomati, påtvingade Japan Kanagawafördraget, ett handelsfördrag med USA som betecknar början på det japanska rikets öppnande för västerländskt inflytande.
De så kallade svarta skeppen gav upphov till en hel del uppståndelse i Japan under anseiperioden, då de på ett tydligt sätt visade vilket teknologiskt underläge landet befann sig i efter ett par hundra år av militärstyre under Tokugawashogunatet.
Perry anses, näst David Farragut, ha haft den väsentligaste andelen i skapandet av en kraftig amerikansk flotta. En staty över honom finns i Newport i Rhode Island.